# Championnat féminin des clubs de l'AFC 2019
Navigation
Édition suivante
Le championnat féminin des clubs de l'AFC 2019 est la première édition de la plus importante compétition inter-clubs asiatique de football féminin. La compétition est un pilote de la future Ligue des champions féminine que l'AFC prévoit de lancer dans les années suivantes.

## Format
Les champions en titre d'Australie, de Chine, de Corée du Sud et du Japon participent à la compétition. Les quatre équipes se rencontrent en match simple dans une poule unique.

## Participants
| Pays         | Club                             |
| ------------ | -------------------------------- |
| Australie    | Melbourne Victory FC             |
| Chine        | Jiangsu Suning                   |
| Corée du Sud | Incheon Hyundai Steel Red Angels |
| Japon        | Nippon TV Beleza                 |

## Résultats
| Rang | Équipe               | Pts | J | G | N | P | Bp | Bc | Diff |  | Résultats            |  |     |     |     |
| ---- | -------------------- | --- | - | - | - | - | -- | -- | ---- |  | -------------------- |  | --- | --- | --- |
| 1    | Nippon TV Beleza     | 7   | 3 | 2 | 1 | 0 | 8  | 1  | +7   |  | Nippon TV Beleza     |  | 1-1 | 2-0 | 5-0 |
| 2    | Jiangsu Suning       | 5   | 3 | 1 | 2 | 0 | 4  | 2  | +2   |  | Jiangsu Suning       |  |     | 2-0 | 1-1 |
| 3    | Steel Red Angels     | 3   | 3 | 1 | 0 | 2 | 4  | 4  | 0    |  | Steel Red Angels     |  |     |     | 4-0 |
| 4    | Melbourne Victory FC | 1   | 3 | 0 | 1 | 2 | 1  | 10 | -9   |  | Melbourne Victory FC |  |     |     |     |

## Meilleures buteuses
|    | Joueuse          | Club                     | Buts |
| -- | ---------------- | ------------------------ | ---- |
| 1. | Mina Tanaka      | Nippon TV Beleza         | 4    |
| 2. | Tabitha Chawinga | Jiangsu Suning           | 3    |
| 3. | Lee Sea-eun      | Incheon Steel Red Angels | 2    |
| 4. | 8 joueuses       | 8 joueuses               | 1    |